# Promozione Friuli-Venezia Giulia 1980-1981
Nella stagione 1980-1981 la Promozione era il sesto livello del calcio italiano (il massimo livello regionale). Qui vi sono le statistiche relative al campionato in Friuli-Venezia Giulia.
Il campionato è strutturato in vari gironi all'italiana su base regionale, gestiti dai Comitati Regionali di competenza. Promozioni alla categoria superiore e retrocessioni in quella inferiore non erano sempre omogenee; erano quantificate all'inizio del campionato dal Comitato Regionale secondo le direttive stabilite dalla Lega Nazionale Dilettanti, ma flessibili, in relazione al numero delle società retrocesse dal Campionato Interregionale e perciò, a seconda delle varie situazioni regionali, la fine del campionato poteva avere degli spareggi sia di promozione che di retrocessione.

## Squadre partecipanti
| Squadra                 | Città (provincia)          | Stagione 1979-1980                      |
| ----------------------- | -------------------------- | --------------------------------------- |
| A.S. Azzanese           | Azzano Decimo (PN)         | 11º in Promozione                       |
| A.C. Basiliano          | Basiliano (UD)             | 7º in Promozione                        |
| A.S. Centro del Mobile  | Brugnera (PN)              | Fusione fra Brugnera e Prata.           |
| S.S. Fontanafredda      | Fontanafredda (PN)         | 4º in Promozione                        |
| U.S. Lignano            | Lignano Sabbiadoro (UD)    | 13º in Promozione                       |
| A.S. Maniago            | Maniago (PN)               | 10º in Promozione                       |
| U.S. Manzanese          | Manzano (UD)               | 5º in Promozione                        |
| A.C. Palmanova          | Palmanova (UD)             | 18º in Serie D, gir. B. Retrocesso      |
| C.S. Ponziana           | Trieste                    | 2º in Prima Categoria, gir. B. Promosso |
| G.S. Portuale           | Trieste                    | 12º in Promozione                       |
| A.C. Pro Aviano         | Aviano (PN)                | 9º in Promozione                        |
| U.C. Pro Cervignano     | Cervignano del Friuli (UD) | 3º in Promozione                        |
| G.S. Romana             | Monfalcone (GO)            | 1º in Prima Categoria, gir. B. Promosso |
| A.C. Unione San Michele | Monfalcone (GO)            | 2º in Promozione                        |
| U.S. Tarcentina         | Tarcento (UD)              | 8º in Promozione                        |
| A.C. Trivignano         | Trivignano Udinese (UD)    | 6º in Promozione                        |

## Classifica finale
|  | Pos. | Squadra                | Pt | G  | V  | N  | P  | GF | GS | DR  |
|  | ---- | ---------------------- | -- | -- | -- | -- | -- | -- | -- | --- |
|  | 1.   | Trivignano             | 40 | 30 | 15 | 10 | 5  | 32 | 21 | +11 |
|  | 2.   | Pro Aviano             | 39 | 30 | 12 | 15 | 3  | 25 | 17 | +8  |
|  | 3.   | Centro del Mobile      | 38 | 30 | 15 | 8  | 7  | 33 | 16 | +17 |
|  | 4.   | Romana Monfalcone      | 36 | 30 | 13 | 10 | 7  | 43 | 19 | +24 |
|  | 5.   | San Michele Monfalcone | 36 | 30 | 16 | 4  | 10 | 43 | 32 | +11 |
|  | 6.   | Manzanese              | 35 | 30 | 12 | 11 | 7  | 39 | 17 | +22 |
|  | 7.   | Pro Cervignano         | 32 | 30 | 11 | 10 | 9  | 28 | 24 | +4  |
|  | 8.   | Fontanafredda          | 30 | 30 | 9  | 12 | 9  | 24 | 25 | -1  |
|  | 9.   | Azzanese               | 29 | 30 | 9  | 11 | 10 | 27 | 28 | -1  |
|  | 10.  | Maniago                | 29 | 30 | 7  | 15 | 8  | 23 | 24 | -1  |
|  | 11.  | Tarcentina             | 27 | 30 | 8  | 11 | 11 | 34 | 35 | -1  |
|  | 12.  | Basiliano              | 26 | 30 | 8  | 10 | 12 | 22 | 37 | -15 |
|  | 13.  | Ponziana               | 25 | 30 | 7  | 11 | 12 | 34 | 42 | -8  |
|  | 14.  | Portuale Trieste       | 24 | 30 | 7  | 10 | 13 | 15 | 37 | -22 |
|  | 15.  | Palmanova              | 22 | 30 | 6  | 10 | 14 | 25 | 39 | -14 |
|  | 16.  | Lignano                | 13 | 30 | 4  | 5  | 21 | 22 | 48 | -26 |

- A fine stagione la Romana ed il San Michele si fondono a formare la A.C. Monfalcone che in estate sarà ripescata nell'Interregionale.
- Confronti diretti fra squadre a pari punti:
  - Romana-S.Michele 3-0 e 1-0
  - Maniago-Azzanese 0-0 e 0-1

In Prima Categoria:

```
La trasformazione da 
Serie D 1980-1981
 a 
Campionato Interregionale 1981-1982
 ha permesso la promozione di 5 squadre dalla 
Prima Categoria
, cioè le prime due di ogni girone più la vincitrice dello spareggio fra le terze. La notizia della fusione fra Romana e S.Michele ha permesso il ripescaggio della perdente di questo spareggio. La possibilità (poi divenuta realtà) del ripescaggio dell'A.C. Monfalcone nell'Interregionale ha convinto il Comitato Regionale a far disputare uno spareggio anche fra le quarte classificate dei 2 gironi di Prima Categoria.
Finale fra le prime classificate
: SPAL Cordovado (A)-
EdileAdriatica
 (B) 0-2 e 4-3 (Edile campione)
Spareggio per il 2º posto nel girone A
: 
Cordenonese
-Valnatisone 2-1 
dts
 (Cordenonese promossa, Valnatisone allo spareggio)
Spareggio fra le terze classificate
: Valnatisone (A)-
Pieris
 (B) 1-2 (Pieris promosso, Valnatisone poi ripescata)
Spareggio fra le quarte classificate
: 
Orcenico
 (A)-Muggesana (B) 2-1 (Orcenico poi ripescato, Muggesana rimane in Prima Categoria).
```

### Calendario
| Andata (1ª)  | Andata (1ª) | 1ª giornata                    | Ritorno (16ª) | Ritorno (16ª) |
|              |             |                                |               |               |
| 21 set. 1980 | 2-3         | Basiliano-S.Michele Monfalcone | 0-3           | 11 gen. 1981  |
| 21 set. 1980 | 1-0         | Ponziana-Tarcentina            | 1-2           | 11 gen. 1981  |
| 21 set. 1980 | 1-1         | Manzanese-Maniago              | 1-1           | 11 gen. 1981  |
| 21 set. 1980 | 2-2         | Fontanafredda-Lignano          | 3-1           | 11 gen. 1981  |
| 21 set. 1980 | 1-0         | Pro Aviano-Palmanova           | 0-1           | 11 gen. 1981  |
| 21 set. 1980 | 3-0         | Trivignano-Portuale            | 2-0           | 11 gen. 1981  |
| 21 set. 1980 | 1-0         | Romana-Azzanese                | 1-2           | 11 gen. 1981  |
| 21 set. 1980 | 0-0         | Pro Cervignano-Centro Mobile   | 0-2           | 11 gen. 1981  |

| Andata (2ª)  | Andata (2ª) | 2ª giornata                 | Ritorno (17ª) | Ritorno (17ª) |
|              |             |                             |               |               |
| 28 set. 1980 | 1-1         | Tarcentina-Pro Aviano       | 0-1           | 18 gen. 1981  |
| 28 set. 1980 | 1-0         | Portuale-Manzanese          | 0-6           | 18 gen. 1981  |
| 28 set. 1980 | 0-0         | Maniago-Basiliano           | 0-1           | 18 gen. 1981  |
| 28 set. 1980 | 2-0         | S.Michele M.-Pro Cervignano | 1-2           | 18 gen. 1981  |
| 28 set. 1980 | 1-3         | Azzanese-Ponziana           | 1-1           | 18 gen. 1981  |
| 28 set. 1980 | 1-1         | Lignano-Romana              | 0-3           | 18 gen. 1981  |
| 28 set. 1980 | 0-0         | Centro Mobile-Trivignano    | 0-0           | 18 gen. 1981  |
| 28 set. 1980 | 0-1         | Palmanova-Fontanafredda     | 3-1           | 18 gen. 1981  |

| Andata (3ª) | Andata (3ª) | 3ª giornata                 | Ritorno (18ª) | Ritorno (18ª) |
|             |             |                             |               |               |
| 5 ott. 1980 | 2-1         | Basiliano-Centro del Mobile | 0-1           | 25 gen. 1981  |
| 5 ott. 1980 | 0-0         | Ponziana-Lignano            | 1-2           | 25 gen. 1981  |
| 5 ott. 1980 | 2-0         | Manzanese-S.Michele M.      | 2-2           | 25 gen. 1981  |
| 5 ott. 1980 | 1-0         | Fontanafredda-Tarcentina    | 1-1           | 25 gen. 1981  |
| 5 ott. 1980 | 0-0         | Pro Aviano-Azzanese         | 1-0           | 25 gen. 1981  |
| 5 ott. 1980 | 0-0         | Trivignano-Maniago          | 1-0           | 25 gen. 1981  |
| 5 ott. 1980 | 4-0         | Romana-Palmanova            | 1-0           | 25 gen. 1981  |
| 5 ott. 1980 | 0-0         | Pro Cervignano-Portuale     | 0-1           | 25 gen. 1981  |

| Andata (4ª)  | Andata (4ª) | 4ª giornata                  | Ritorno (19ª) | Ritorno (19ª) |
|              |             |                              |               |               |
| 12 ott. 1980 | 2-0         | Tarcentina-Pro Cervignano    | 0-2           | 1 feb. 1981   |
| 12 ott. 1980 | 0-0         | Portuale-Romana              | 1-0           | 1 feb. 1981   |
| 12 ott. 1980 | 1-0         | Maniago-Ponziana             | 1-1           | 1 feb. 1981   |
| 12 ott. 1980 | 1-2         | S.Michele M.-Fontanafredda   | 2-1           | 1 feb. 1981   |
| 12 ott. 1980 | 0-0         | Azzanese-Manzanese           | 1-1           | 1 feb. 1981   |
| 12 ott. 1980 | 0-1         | Lignano-Trivignano           | 1-3           | 1 feb. 1981   |
| 12 ott. 1980 | 1-0         | Centro del Mobile-Pro Aviano | 1-2           | 1 feb. 1981   |
| 12 ott. 1980 | 0-1         | Palmanova-Basiliano          | 1-1           | 1 feb. 1981   |

| Andata (5ª)  | Andata (5ª) | 5ª giornata                | Ritorno (20ª) | Ritorno (20ª) |
|              |             |                            |               |               |
| 19 ott. 1980 | 2-0         | Basiliano-Lignano          | 1-0           | 8 feb. 1981   |
| 19 ott. 1980 | 3-3         | Ponziana-Centro del Mobile | 1-3           | 8 feb. 1981   |
| 19 ott. 1980 | 2-0         | Manzanese-Palmanova        | 3-2           | 8 feb. 1981   |
| 19 ott. 1980 | 2-0         | Fontanafredda-Azzanese     | 0-0           | 8 feb. 1981   |
| 19 ott. 1980 | 1-0         | Pro Aviano-Portuale        | 1-1           | 8 feb. 1981   |
| 19 ott. 1980 | 3-3         | Trivignano-Tarcentina      | 1-0           | 8 feb. 1981   |
| 19 ott. 1980 | 3-0         | Romana-S.Michele Monf.     | 1-0           | 8 feb. 1981   |
| 19 ott. 1980 | 2-0         | Pro Cervignano-Maniago     | 1-2           | 8 feb. 1981   |

| Andata (6ª)  | Andata (6ª) | 6ª giornata                 | Ritorno (21ª) | Ritorno (21ª) |
|              |             |                             |               |               |
| 26 ott. 1980 | 1-4         | Tarcentina-Romana           | 1-0           | 15 feb. 1981  |
| 26 ott. 1980 | 0-0         | Portuale-Fontanafredda      | 0-1           | 15 feb. 1981  |
| 26 ott. 1980 | 1-1         | Maniago-Pro Aviano          | 0-0           | 15 feb. 1981  |
| 26 ott. 1980 | 3-0         | S.Michele M.-Trivignano     | 0-1           | 15 feb. 1981  |
| 26 ott. 1980 | 3-0         | Azzanese-Basiliano          | 2-3           | 15 feb. 1981  |
| 26 ott. 1980 | 1-2         | Lignano-Pro Cervignano      | 3-2           | 15 feb. 1981  |
| 26 ott. 1980 | 1-1         | Centro del Mobile-Manzanese | 0-1           | 15 feb. 1981  |
| 26 ott. 1980 | 3-2         | Palmanova-Ponziana          | 3-2           | 15 feb. 1981  |

| Andata (7ª) | Andata (7ª) | 7ª giornata                | Ritorno (22ª) | Ritorno (22ª) |
|             |             |                            |               |               |
| 2 nov. 1980 | 1-1         | Basiliano-Tarcentina       | 0-3           | 22 feb. 1981  |
| 2 nov. 1980 | 2-1         | Ponziana-Portuale          | 1-1           | 22 feb. 1981  |
| 2 nov. 1980 | 1-0         | Manzanese-Lignano          | 2-1           | 22 feb. 1981  |
| 2 nov. 1980 | 0-0         | Fontanafredda-Maniago      | 0-2           | 22 feb. 1981  |
| 2 nov. 1980 | 2-1         | Pro Aviano-S.Michele Monf. | 0-2           | 22 feb. 1981  |
| 2 nov. 1980 | 0-0         | Trivignano-Palmanova       | 2-0           | 22 feb. 1981  |
| 2 nov. 1980 | 1-0         | Romana-Centro del Mobile   | 0-1           | 22 feb. 1981  |
| 2 nov. 1980 | 1-1         | Pro Cervignano-Azzanese    | 1-1           | 22 feb. 1981  |

| Andata (8ª) | Andata (8ª) | 8ª giornata                     | Ritorno (23ª) | Ritorno (23ª) |
|             |             |                                 |               |               |
| 9 nov. 1980 | 1-1         | Tarcentina-Manzanese            | 0-2           | 1 mar. 1981   |
| 9 nov. 1980 | 1-1         | Portuale-Basiliano              | 0-1           | 1 mar. 1981   |
| 9 nov. 1980 | 2-1         | Maniago-Romana                  | 0-0           | 1 mar. 1981   |
| 9 nov. 1980 | 3-1         | S.Michele Monfalcone-Ponziana   | 0-0           | 1 mar. 1981   |
| 9 nov. 1980 | 0-2         | Azzanese-Trivignano             | 1-0           | 1 mar. 1981   |
| 9 nov. 1980 | 1-2         | Lignano-Pro Aviano              | 0-1           | 1 mar. 1981   |
| 9 nov. 1980 | 2-0         | Centro del Mobile-Fontanafredda | 0-0           | 1 mar. 1981   |
| 9 nov. 1980 | 0-3         | Palmanova-Pro Cervignano        | 0-1           | 1 mar. 1981   |

| Andata (9ª)  | Andata (9ª) | 9ª giornata                   | Ritorno (24ª) | Ritorno (24ª) |
|              |             |                               |               |               |
| 16 nov. 1980 | 4-3         | Tarcentina-Maniago            | 2-1           | 8 mar. 1981   |
| 16 nov. 1980 | 0-2         | Basiliano-Romana              | 1-4           | 8 mar. 1981   |
| 16 nov. 1980 | 2-0         | S.Michele Monfalcone-Portuale | 0-1           | 8 mar. 1981   |
| 16 nov. 1980 | 0-1         | Azzanese-Lignano              | 2-0           | 8 mar. 1981   |
| 16 nov. 1980 | 1-2         | Manzanese-Ponziana            | 0-1           | 8 mar. 1981   |
| 16 nov. 1980 | 0-1         | Fontanafredda-Trivignano      | 0-2           | 8 mar. 1981   |
| 16 nov. 1980 | 0-0         | Pro Aviano-Pro Cervignano     | 0-0           | 8 mar. 1981   |
| 16 nov. 1980 | 1-2         | Palmanova-Centro del Mobile   | 0-1           | 8 mar. 1981   |

| Andata (10ª) | Andata (10ª) | 10ª giornata                 | Ritorno (25ª) | Ritorno (25ª) |
|              |              |                              |               |               |
| 23 nov. 1980 | 1-0          | Ponziana-Fontanafredda       | 2-1           | 15 mar. 1981  |
| 23 nov. 1980 | 0-1          | Portuale-Azzanese            | 0-0           | 15 mar. 1981  |
| 23 nov. 1980 | 0-0          | Maniago-Palmanova            | 0-0           | 15 mar. 1981  |
| 23 nov. 1980 | 0-2          | Lignano-S.Michele Monfalcone | 2-3           | 15 mar. 1981  |
| 23 nov. 1980 | 0-1          | Centro del Mobile-Tarcentina | 1-0           | 15 mar. 1981  |
| 23 nov. 1980 | 1-0          | Trivignano-Manzanese         | 0-3           | 15 mar. 1981  |
| 23 nov. 1980 | 0-0          | Romana-Pro Aviano            | 1-1           | 15 mar. 1981  |
| 23 nov. 1980 | 4-0          | Pro Cervignano-Basiliano     | 0-0           | 15 mar. 1981  |

| Andata (11ª) | Andata (11ª) | 11ª giornata                  | Ritorno (26ª) | Ritorno (26ª) |
|              |              |                               |               |               |
| 30 nov. 1980 | 0-1          | Basiliano-Pro Aviano          | 1-1           | 22 mar. 1981  |
| 30 nov. 1980 | 0-0          | Ponziana-Trivignano           | 2-2           | 22 mar. 1981  |
| 30 nov. 1980 | 0-1          | Azzanese-S.Michele Monfalcone | 2-0           | 22 mar. 1981  |
| 30 nov. 1980 | 2-0          | Fontanafredda-Manzanese       | 2-2           | 22 mar. 1981  |
| 30 nov. 1980 | 2-0          | Lignano-Portuale              | 0-1           | 22 mar. 1981  |
| 30 nov. 1980 | 1-1          | Centro del Mobile-Maniago     | 0-0           | 22 mar. 1981  |
| 30 nov. 1980 | 0-0          | Palmanova-Tarcentina          | 0-0           | 22 mar. 1981  |
| 30 nov. 1980 | 1-1          | Romana-Pro Cervignano         | 0-0           | 22 mar. 1981  |

| Andata (12ª) | Andata (12ª) | 12ª giornata               | Ritorno (27ª) | Ritorno (27ª) |
|              |              |                            |               |               |
| 7 dic. 1980  | 0-0          | Tarcentina-Lignano         | 1-1           | 29 mar. 1981  |
| 7 dic. 1980  | 0-1          | Portuale-Centro del Mobile | 0-2           | 29 mar. 1981  |
| 7 dic. 1980  | 0-0          | Maniago-Azzanese           | 0-1           | 29 mar. 1981  |
| 7 dic. 1980  | 2-1          | S.Michele Monf.-Palmanova  | 1-1           | 29 mar. 1981  |
| 7 dic. 1980  | 1-1          | Manzanese-Romana           | 1-0           | 29 mar. 1981  |
| 7 dic. 1980  | 1-1          | Pro Aviano-Fontanafredda   | 1-0           | 29 mar. 1981  |
| 7 dic. 1980  | 1-0          | Trivignano-Basiliano       | 0-0           | 29 mar. 1981  |
| 7 dic. 1980  | 1-0          | Pro Cervignano-Ponziana    | 1-0           | 29 mar. 1981  |

| Andata (13ª) | Andata (13ª) | 13ª giornata                    | Ritorno (28ª) | Ritorno (28ª) |
|              |              |                                 |               |               |
| 14 dic. 1980 | 1-2          | Ponziana-Pro Aviano             | 1-1           | 5 apr. 1981   |
| 14 dic. 1980 | 1-1          | Portuale-Palmanova              | 1-1           | 5 apr. 1981   |
| 14 dic. 1980 | 3-1          | S.Michele Monfalcone-Tarcentina | 1-1           | 5 apr. 1981   |
| 14 dic. 1980 | 0-1          | Azzanese-Centro del Mobile      | 0-4           | 5 apr. 1981   |
| 14 dic. 1980 | 1-0          | Manzanese-Basiliano             | 0-2           | 5 apr. 1981   |
| 14 dic. 1980 | 0-0          | Fontanafredda-Romana            | 1-1           | 5 apr. 1981   |
| 14 dic. 1980 | 0-1          | Lignano-Maniago                 | 1-2           | 5 apr. 1981   |
| 14 dic. 1980 | 3-0          | Trivignano-Pro Cervignano       | 0-1           | 5 apr. 1981   |

| Andata (14ª) | Andata (14ª) | 14ª giornata                 | Ritorno (29ª) | Ritorno (29ª) |
|              |              |                              |               |               |
| 21 dic. 1980 | 6-0          | Tarcentina-Portuale          | 1-2           | 26 apr. 1981  |
| 21 dic. 1980 | 0-0          | Basiliano-Fontanafredda      | 0-2           | 26 apr. 1981  |
| 21 dic. 1980 | 0-1          | Maniago-S.Michele Monfalcone | 3-2           | 26 apr. 1981  |
| 21 dic. 1980 | 1-1          | Pro Aviano-Trivignano        | 0-0           | 26 apr. 1981  |
| 21 dic. 1980 | 1-0          | Centro del Mobile-Lignano    | 3-0           | 26 apr. 1981  |
| 21 dic. 1980 | 1-1          | Palmanova-Azzanese           | 1-3           | 26 apr. 1981  |
| 21 dic. 1980 | 2-1          | Romana-Ponziana              | 4-1           | 26 apr. 1981  |
| 21 dic. 1980 | 2-2          | Pro Cervignano-Manzanese     | 0-1           | 26 apr. 1981  |

| \| Andata (15ª) \| Andata (15ª) \| 15ª giornata \| Ritorno (30ª) \| Ritorno (30ª) \| \| \| \| \| \| \| \| 4 gen. 1981 \| 1-1 \| Ponziana-Basiliano \| 1-1 \| 10 mag. 1981 \| \| 4 gen. 1981 \| 1-0 \| Portuale-Maniago \| 1-1 \| 10 mag. 1981 \| \| 4 gen. 1981 \| 1-0 \| S.Michele M.-Centro del Mobile \| 1-0 \| 10 mag. 1981 \| \| 4 gen. 1981 \| 2-0 \| Azzanese-Tarcentina \| 1-1 \| 10 mag. 1981 \| \| 4 gen. 1981 \| 1-1 \| Manzanese-Pro Aviano \| 0-2 \| 10 mag. 1981 \| \| 4 gen. 1981 \| 1-0 \| Fontanafredda-Pro Cervignano \| 0-1 \| 10 mag. 1981 \| \| 4 gen. 1981 \| 0-2 \| Lignano-Palmanova \| 2-3 \| 10 mag. 1981 \| \| 4 gen. 1981 \| 1-0 \| Trivignano-Romana \| 1-6 \| 10 mag. 1981 \| |              |                                |               |               |
| Andata (15ª) | Andata (15ª) | 15ª giornata                   | Ritorno (30ª) | Ritorno (30ª) |
| |              |                                |               |               |
| 4 gen. 1981 | 1-1          | Ponziana-Basiliano             | 1-1           | 10 mag. 1981  |
| 4 gen. 1981 | 1-0          | Portuale-Maniago               | 1-1           | 10 mag. 1981  |
| 4 gen. 1981 | 1-0          | S.Michele M.-Centro del Mobile | 1-0           | 10 mag. 1981  |
| 4 gen. 1981 | 2-0          | Azzanese-Tarcentina            | 1-1           | 10 mag. 1981  |
| 4 gen. 1981 | 1-1          | Manzanese-Pro Aviano           | 0-2           | 10 mag. 1981  |
| 4 gen. 1981 | 1-0          | Fontanafredda-Pro Cervignano   | 0-1           | 10 mag. 1981  |
| 4 gen. 1981 | 0-2          | Lignano-Palmanova              | 2-3           | 10 mag. 1981  |
| 4 gen. 1981 | 1-0          | Trivignano-Romana              | 1-6           | 10 mag. 1981  |

## Coppa Italia Dilettanti
- Non partecipano: Azzanese, Lignano, Palmanova, Portuale e Tarcentina. Per raggiungere le 14 partecipanti sono state aggregate dalla Prima Categoria: Doria e Sangiorgina (dal girone A) ed Edile Adriatica (dal girone B)

| Squadra 1                                  | Totale          | Squadra 2              | Andata | Ritorno |
| ------------------------------------------ | --------------- | ---------------------- | ------ | ------- |
| PRIMO TURNO 31 agosto e 7 settembre 1980   |                 |                        |        |         |
| Pro Aviano                                 | 1 - 1 (3-4 dcr) | Maniago                | 0 - 1  | 1 - 0   |
| Fontanafredda                              | 3 - 2           | Centro del Mobile      | 3 - 1  | 0 - 1   |
| Basiliano                                  | 3 - 4           | Doria                  | 1 - 1  | 2 - 3   |
| Pro Cervignano                             | 1 - 2           | Sangiorgina            | 1 - 1  | 0 - 1   |
| Trivignano                                 | 0 - 1           | Manzanese              | 0 - 0  | 0 - 1   |
| Romana Monfalcone                          | 2 - 2 (4-5 dcr) | San Michele Monfalcone | 1 - 1  | 1 - 1   |
| Edile Adriatica                            | 3 - 5           | Ponziana               | 2 - 1  | 1 - 4   |
| SECONDO TURNO 14 e 24 settembre 1980       |                 |                        |        |         |
| (Veneto/B) Pievigina                       | 7 - 2           | Fontanafredda          | 2 - 0  | 5 - 2   |
| Doria                                      | 1 - 3           | Maniago                | 0 - 2  | 1 - 1   |
| Sangiorgina                                | 1 - 4           | Manzanese              | 0 - 1  | 1 - 3   |
| Ponziana                                   | 1 - 4           | San Michele Monfalcone | 1 - 1  | 0 - 3   |
| TERZO TURNO 12 novembre e 10 dicembre 1980 |                 |                        |        |         |
| (Veneto/B) Vittorio Veneto                 | 2 - 4           | Maniago                | 2 - 2  | 0 - 2   |
| Manzanese                                  | 2 - 1           | Belluno (Veneto/B)     | 1 - 1  | 1 - 0   |
| San Michele Monfalcone                     | 2 - 3           | Pievigina (Veneto/B)   | 2 - 1  | 0 - 2   |
| QUARTO TURNO 7 e 21 gennaio 1981           |                 |                        |        |         |
| (Veneto/B) Pievigina                       | 5 - 3           | Maniago                | 4 - 0  | 1 - 3   |
| Manzanese                                  | 1 - 2           | Malo (Veneto/A)        | 1 - 1  | 0 - 1   |